# NGC 2108
NGC 2108 ist ein Kugelsternhaufen in der Großen Magellanschen Wolke im Sternbild Dorado am Südsternhimmel. Der Sternhaufen wurde am 16. Dezember 1835 von dem Astronomen John Herschel mit einem 48-Zentimeter-Teleskop entdeckt.